# ينغجة (هشترود)
ينغجة هي قرية في مقاطعة هشترود، إيران. عدد سكان هذه القرية هو 311 في سنة 2006.